# Musiikkituottajat – IFPI Finland
Musiikkituottajat – IFPI Finland ry, kurz Musiikkituottajat (zu Deutsch „Musikproduzenten“), früher auch Suomen Ääni – ja kuvatallennetuottajat (ÄKT) ist eine Organisation, die aus 23 Tonträgerunternehmen besteht und die Musikindustrie in Finnland repräsentiert. Nach eigenen Angaben will der Verband die „politisch-kulturelle Spaltung in Finnland schlichten“ und die „Musikproduktion und -veröffentlichung kontrollieren“. Präsident der IFPI-Landesgruppe ist seit dem Jahr 2010 Lauri Rechardt.

## Musikcharts und Veranstaltungen
Seit 1994 stellt der IFPI Finland die offiziellen Musikcharts des Landes, Suomen virallinen lista, bereit. Die Chart-Liste erscheint wöchentlich und stellt die wichtigste Single-Chart Finnlands dar. Regelmäßige Veranstaltungen des Verbandes sind die Gala des höchsten finnischen Musikpreises Emma sowie die Ausrichtung des Muuvi Awards für das beste Musikvideo des Jahres.

## Verleihungsgrenzen der Tonträgerauszeichnungen
Musiikkituottajat vergibt seit September 1971 die Auszeichnungen für Musikverkäufe in Gold, Platin und Diamant. Die Diamantene Schallplatte wurde dabei nur bis zum 31. Dezember 1988 vergeben. Um eine finnische Musikauszeichnung zu erhalten, müssen die hier aufgeführten Verleihungsgrenzen überschritten werden. Seit 2014 wird für Album und Single-Auszeichnungen auch Musikstreaming miteinberechnet.

### Alben (National)
| Auszeichnung | 17. September 1971 bis 30. Juni 1973 | 1. Juli 1973 bis 30. September 1975 | 1. Oktober 1975 bis 22. August 1976 | 23. August 1976 bis 31. Dezember 1988 | 1. Januar 1989 bis 31. Dezember 1993 | 1. Januar 1994 bis 31. Dezember 2000 | 1. Januar 2001 bis 31. Dezember 2009 | seit 1. Januar 2010 |
| ------------ | ------------------------------------ | ----------------------------------- | ----------------------------------- | ------------------------------------- | ------------------------------------ | ------------------------------------ | ------------------------------------ | ------------------- |
| Gold         | 30.000                               | 15.000                              | 25.000                              | 25.000                                | 25.000                               | 20.000                               | 15.000                               | 10.000              |
| Platin       | —                                    | —                                   | —                                   | 100.000                               | 50.000                               | 40.000                               | 30.000                               | 20.000              |
| 2× Platin    | —                                    | —                                   | —                                   | —                                     | 100.000                              | 80.000                               | 60.000                               | 40.000              |
| …            |                                      |                                     |                                     |                                       |                                      |                                      |                                      |                     |
| Diamant      | —                                    | —                                   | 50.000                              | —                                     | —                                    | —                                    | —                                    | —                   |

### Alben (International)
Bis 2007 sind die Verleihungsgrenzen identisch zu den nationalen Veröffentlichungen
| Auszeichnung | seit 1. Januar 2008 |
| ------------ | ------------------- |
| Gold         | 10.000              |
| Platin       | 20.000              |
| 2× Platin    | 40.000              |
| …            |                     |

### Singles
| Auszeichnung | 17. September 1971 bis 30. Juni 1973 | 1. Juli 1973 bis 31. Dezember 1990 | 1. Januar 1991 bis 31. Dezember 1993 | 1. Januar 1994 bis 23. November 2014 | seit 24. November 2014 a |
| ------------ | ------------------------------------ | ---------------------------------- | ------------------------------------ | ------------------------------------ | ------------------------ |
| Gold         | 20.000                               | 10.000                             | 5.000                                | 5.000                                | 20.000                   |
| Platin       | —                                    | —                                  | —                                    | 10.000                               | 40.000                   |
| 2× Platin    | —                                    | —                                  | —                                    | 20.000                               | 80.000                   |
| …            |                                      |                                    |                                      |                                      |                          |

### Videoalben  & EPs
| Auszeichnung | seit 1. Juni 2004 |
| ------------ | ----------------- |
| Gold         | 5.000             |
| Platin       | 10.000            |
| 2× Platin    | 20.000            |
| …            |                   |

| Auszeichnung | seit 1. Januar 2010 |
| ------------ | ------------------- |
| Gold         | 5.000               |
| Platin       | 10.000              |
| 2× Platin    | 20.000              |
| …            |                     |